# The Freddie Mercury Album
The Freddie Mercury Album è una raccolta postuma di Freddie Mercury pubblicata nel 1992 dall'etichetta discografica EMI Parlophone. Negli Stati Uniti l'album è stato distribuito con il titolo The Great Pretender e una diversa scaletta.

## Il disco
Il disco venne pubblicato nel Regno Unito il 16 novembre 1992, mentre in USA il 24 novembre 1992, ma con il titolo The Great Pretender e una tracklist leggermente diversa: l'ordine di una traccia è stata cambiata, mentre un'altra è stata sostituita con un altro brano del repertorio del cantante.
Questo album fu realizzato per ricordare il 1º anniversario della morte di Freddie Mercury, avvenuta il 24 novembre 1991 causata dall'AIDS.
Numerosi sono stati i produttori discografici che hanno avuto il permesso da Jim Beach di utilizzare le registrazioni originali. Reinhold Mack, ufficialmente non coinvolto in tale lavoro, è stato scelto per dirigere il progetto.
Nel disco appaiono per la prima volta 4 tracce fino ad allora inedite su album: The Great Pretender, cover dell'omonimo brano de The Platters, incisa come singolo dal cantante nel 1987; Time e In My Defence, entrambe incise da Mercury tra l'ottobre 1985 e la prima metà del 1986 (pubblicate entrambe in versione originale nel singolo Time, del 1986, e in un raro LP di artisti vari, contenente la colonna sonora per il musical Time, di Dave Clark, sempre dello stesso anno) e Love Kills scritta da Freddie Mercury nel 1984 in collaborazione con Giorgio Moroder e inclusa nella colonna sonora per il film Metropolis.
Tutte le tracce (a eccezione di The Great Pretender, Exercises in Free Love, Love Kills e Barcelona) sono versioni dei brani remixate in occasione dell'uscita delle compilation.

## Tracce
The Freddie Mercury Album
1. The Great Pretender (Original 1987 Single Version) – 3:30 (Buck Ram)
2. Foolin' Around (Steve Brown Remix) – 3:36 (Freddie Mercury)
3. Time (Nile Rodgers Remix) – 3:50 (Dave Clark, Christie)
4. Your Kind of Lover (Steve Brown Remix) – 4:00 (Freddie Mercury)
5. Exercises in Free Love (Original 1987 B-Side) – 3:57 (Freddie Mercury, Mike Moran)
6. In My Defence (Ron Nevison Remix) – 3:52 (Dave Clark, Daniels, Soames)
7. Mr. Bad Guy (Brian Malouf Remix) – 4:01 (Freddie Mercury)
8. Let's Turn It On (Jeff Lord-Alge Remix) – 3:46 (Freddie Mercury)
9. Living on My Own (Julian Raymond Remix) – 3:39 (Freddie Mercury)
10. Love Kills (Original 1984 Single Version) – 4:32 (Freddie Mercury, Giorgio Moroder)
11. Barcelona (album version) – 5:39 (Freddie Mercury, Mike Moran)

Durata totale: 44:22
The Great Pretender
1. The Great Pretender (Original 1987 Single Version) – 3:30 (Buck Ram)
2. Foolin' Around (Steve Brown Remix) – 3:36 (Freddie Mercury)
3. Time (Nile Rodgers Remix) – 3:50 (Dave Clark, Christie)
4. Your Kind of Lover (Steve Brown Remix) – 4:00 (Freddie Mercury)
5. Exercises in Free Love (Original 1987 B-Side) – 3:57 (Freddie Mercury, Mike Moran)
6. In My Defence (Ron Nevison Remix) – 3:52 (Dave Clark, Daniels, Soames)
7. Mr. Bad Guy (Brian Malouf Remix) – 4:01 (Freddie Mercury)
8. Let's Turn It On (Jeff Lord-Alge Remix) – 3:46 (Freddie Mercury)
9. Living on My Own (Julian Raymond Remix) – 3:39 (Freddie Mercury)
10. My Love Is Dangerous (Jeff Lord-Alge Remix) – 3:41
11. Love Kills (Original 1984 Single Version) – 4:32 (Freddie Mercury, Giorgio Moroder)

Durata totale: 42:24
Bonus Track aggiunta nella ristampa del 1993 (presente solo in alcune edizioni):
1. Living On My Own (1993 No More Brothers Extended Mix) – 5:17

## Singoli estratti
- In My Defence (Ron Nevison Remix)

## Classifiche
- Posizione più alta in classifica nel Regno Unito: 4 (14 settimane in classifica) - Disco D'oro
- Posizione più alta in classifica nei Paesi Bassi: 8 (30 settimane in classifica)
- Posizione più alta in classifica in Giappone: 64 (3 settimane in classifica)
- Posizione più alta in classifica in Italia: 1